# Forsvarschefens Påskønnelse
Forsvarschefens Påskønnelse er en dansk hædersbevisning, som uddeles af Forsvarschefen. Hædersbevisningen består af et diplom, hvor der er skrevet motivationen for påskønnelsen, og hvor Forsvarschefen har sat sin underskrift.
Forsvarschefens Påskønnelse tildeles soldater, som hæder for en særlig indsats, som er sket under særlige omstændigheder. Hæderen uddeles også for heltemod, som er af en mindre grad end krævet for Forsvarets Medalje for Tapperhed eller en anden medalje.

## Eksempler på tildeling
- Oversergent Jesper Lyngbye Jensen fra Jydske Dragonregiment modtog i 2009 Forsvarschefens påskønnelse for at han, i forbindelse med kamphandlinger d. 4. december 2008 under Afghanistankrigen, sammen med en kollega, havde ydet en særlig indsats ved uselvisk og effektivt, og ud over det forventelige at have bragt hårdt sårede kammerater ud af en ildkamp og hen til en pansret ambulance med henblik på videre transport til felthospitalet og under disse kamphandlinger, vedholdende gennemførte livreddende foranstaltninger.

- Major Ole Beck fra Hærens Ingeniør- og ABC-skole modtog i 1999 Forsvarschefens Påskønnelse. Han demonterede den 21. juli 1996 under risiko for eget liv, og førlighed en 6 kilo bombe ved et rockerklubhus i København under udvisning af initiativ, omtanke og selvopofrelse i ekstraordinær grad.